# Бульвер-Литтон, Невилл
Невилл Бульвер-Литтон, 3-й граф Литтон (англ. Neville Bulwer-Lytton; 6 февраля 1879, Калькутта, Индия — 9 февраля 1951) — британский игрок в жё-де-пом, бронзовый призёр летних Олимпийских игр 1908.

## Биография
Невилл Бульвер-Литтон был сыном вице-короля Индии Роберта Бульвер-Литтона, 1-го эрла Литтонского, получил образование в Итонском колледже и парижской Школе изящных искусств. На Играх 1908 в Лондоне Невилл Бульвер-Литтон занял третье место в единственном турнире по жё-де-пому среди отдельных спортсменов.
В годы Первой мировой войны Невилл стал офицером, служил на Западном фронте, участвовал в битве на Сомме.
В 1947 году скончался старший брат Невилла — Виктор Бульвер-Литтон, 2-й эрл Литтонский. Так как оба сына Виктора погибли во время Второй мировой войны, то к Невиллу перешёл титул эрла Литтонского.

## Семья и дети
В 1899 году в Каире Невилл Бульвер-Литтон женился на Джудит Блант, баронессе Вентвортской; в 1923 году они развелись. У них было трое детей — сын и две дочери:
- Ноэль Энтони (1900—1985), 4-й эрл Литтонский и 17-й барон Вентвортский
- Анна
- Винифред

Во второй раз Невилл Бульвер-Литтон женился на Александре Фортел. У них родилась одна дочь:
- Мэделин Элизабет